# Дуальність (фізика)
Дуальністю (S-, T- або U-дуальністю) є еквівалентність описів теорії за різних значеннях параметрів. Це значить, що дві теорії А та Б просто є еквівалентними, але ми вважаємо їх різними, оскільки вони представлені різними областями на просторі модулів цієї загальної теорії. Еквівалентність теорій часто дозволяє вирішити теорію, скориставшись розкладом по малим параметрам у різних окілах.
Дуальність є інструментом вивчення непертубативних явищ у фундаментальних фізичних задачах, таких як проблема конфайнмента й поява щілини у спектрі елементарних збуджень, інтегрування рівнянь ренормгрупи, вивчення фізики фазових переходів та побудова теорії суперструн й квантової гравітації. Фізичні теорії називають дуальними, коли вдається пов'язати спостережувані у одній теорії із спостережуваними у іншій. При цьому, як правило, виявляється, що дуальні теорії знаходяться у різних режимах: одна у режимі сильного зв'язку, інша — у слабкого, коли застосовувані різні наближені методи обчислення спостережуваних, які, у свою чергу, після застосування дуальності перетворюються у нетривіальні співвідношення на спостережувані величини у режимі сильного зв'язку. Зв'язки такого роду можуть бути реалізовані у різноманітних формах, дуальність може пов'язувати теорії різного типу: наприклад, із різною кількістю просторово-часових вимірів. Наявність дуальності має на увазі існування якої-небудь фундаментальної, не обов'язково явної, симетрії, або наявність більш повної теорії, у якій дуальні теорії містяться у граничних областях просторів параметрів, і вже симетрія цієї сполучаючої теорії дозволяє здійснити ототожнювання спостережуваних дуальних теорій.

## S-дуальність
Чотиривимірним образом струнної дуальності сильно-слабкого зв'язку є електромагнітна дуальність точкових частинок. Вони взаємодіють із вектор-потенціалом {\displaystyle A_{v}}, напруженість поля якого
{\displaystyle F_{\mu v}=\partial _{\mu }A_{v}-\partial _{v}A_{\mu }}
задовольняє рівнянням Максвела
{\displaystyle \partial _{\mu }F^{\mu v}=0,\quad \quad \partial _{\mu }{\tilde {F}}^{\mu v}=0,} (ці рівняння є симетричними відносно перетворення {\displaystyle F\leftrightarrow {\tilde {F}}})
де дуальна напруженість поля {\displaystyle {\tilde {F}}^{\mu v}=\epsilon ^{\mu v\gamma \delta }F_{\gamma \delta }/2} визначається згортанням із повністю антисиметричним тензором {\displaystyle \epsilon ^{\mu v\gamma \delta }.} Поява електричної частини у правій частині рівняння порушує цю симетрію до тих пір, поки не буде уведений також магнітний заряд. Після цього симетрія відновлюється, якщо вимагати, щоб електричний й магнітний заряди переходили один в одного. Однак вектор-потенціал тепер вже не може бути визначений у всьому просторі, оскільки друге рівняння, виражене через {\displaystyle A_{\mu }}, виконується тотожно, тобто поява ненульової частини несумісне із тотожністю Біянки у дуальній теорії. Наслідком цього факту є струна Дірака, яка закінчується на монополі. Вона не має динаміки і представляє з себе топологічну сингулярність.
Усі спостережувані електричні заряди кратні деякому одиничному; це називається квантуванням заряду.
Типова група перетворень S-дуальності — модулярна група {\displaystyle SL(2,\mathbb {Z} ).} Вона утворена двома елементами:
{\displaystyle \tau \rightarrow \tau +1,}
що відповідає зміні якогось топологічного числа на одиницю і тому не змінює теорії. Перетворення
{\displaystyle \tau \rightarrow -{\frac {1}{\tau }}}
зазвичай змінює константу зв'язку на зворотну. У {\displaystyle {\mathcal {N}}=2} суперсиметричній теорії Янга-Мілса константа зв'язку {\displaystyle \tau } є комплексифікованою константою зв'язку.

## T-дуальність
Теорія А є Т-дуальною теорії Б, якщо теорія А на компактному многовиді малого розміру є еквівалентною теорії Б на компактному многовиді великого розміру. На відміну від S-дуальності вона є пертубативною у тому сенсі, що може бути перевірена послідовно по теорії збурень у кожному порядку по струнній константі зв'язку. Із Т-дуальністю пов'язана ортогональна група симетрій {\displaystyle O(d,d,\mathbb {Z} )} (або {\displaystyle O(d,d+16,\mathbb {Z} )} для гетеротичної струни, компактифікованої на {\displaystyle d}-вимірний тор), оскільки Т-дуальність є перетворенням на {\displaystyle d}-вимірній компактній частині простору-часу.

## U-дуальність
U-дуальність утворюється дією S- й T-дуальностей приблизно так само, як й {\displaystyle SL(2,\mathbb {Z} )} група S-дуальності утворюється дією двох генераторів. Дуальності T i S не комутують одна із одною. Таким чином, Unifed-дуальність сполучає T i S дуальності.